# Sciapus longulus
Sciapus longulus är en tvåvingeart som först beskrevs av Fallen 1823.  Sciapus longulus ingår i släktet Sciapus och familjen styltflugor. Arten är reproducerande i Sverige. Inga underarter finns listade i Catalogue of Life.